# Skandia (tidskrift)
Skandia var en svensk tidskrift för vetenskap och konst, utgiven av Svenska Litteratur-föreningen i Uppsala 1835–37.
Tidskriften, som leddes av Vilhelm Fredrik Palmblad, blev ett av de konservativas främsta organ i kampen mot liberalismen. Skandia innehöll främst vetenskapliga uppsatser.